# Akira Silvano Disaro
Akira Silvano Disaro (ディサロ 燦 シルヴァーノ Disaro Akira Silvano?), född 2 april 1996 i Tokyo prefektur, är en japansk fotbollsspelare.
Disaro började sin karriär 2019 i Giravanz Kitakyushu.